# 贝罗卡尔德韦夫拉
贝罗卡尔德韦夫拉，是西班牙卡斯蒂利亚-莱昂萨拉曼卡省的一个市镇。 总面积39平方公里，总人口118人（2001年），人口密度3人/平方公里。